# Rachel G. Fox
Rachel Giana Fox (ur. 23 lipca 1996 w Lawrenceville w stanie Georgia) – amerykańska aktorka telewizyjna, nominowana do Nagrody Stowarzyszenia Aktorów Filmowych jako Kayla Huntington / Kayla Scavo w serialu telewizyjnym ABC Gotowe na wszystko. Wystąpiła w serialach Agentka o stu twarzach, Hannah Montana i  Nowe przygody starej Christine, a także użyczała głosu postaciom w grach.

## Filmografia
| Rok       | Film/serial                    | Postać                   |
| --------- | ------------------------------ | ------------------------ |
| 2006      | Jimmy Kimmel Live!             | Córka                    |
| 2006      | Passions                       | Jane                     |
| 2006      | Po rozum do mrówek             | głos                     |
| 2006      | Hannah Montana                 | Dziewczyna               |
| 2006      | Agentka o stu twarzach         | Sydney Bristow (młodsza) |
| 2006      | Świat Raven                    | Buffy                    |
| 2006–2008 | Gotowe na wszystko             | Kayla Huntington Scavo   |
| 2008      | iCarly                         | Amber Tate               |
| 2009      | Nowe przygody starej Christine | Gretchen                 |
| 2011      | Dom snów                       | Chloe Patterson          |
| 2011–2012 | Melissa i Joey                 | Holly Reback             |
| 2012      | Prywatna praktyka              | Missy Spencer            |
| 2015      | CSI: Cyber                     | Elizabeth Marks          |